# Cúmulo de Phoenix
El cúmulo de Phoenix (Fénix) es un grupo de galaxias a 5700 millones de años luz de la Vía Láctea, en la constelación de Fénix. Es la estructura más masiva y luminosa identificada en el universo hasta hoy (2012). Emite una cantidad de rayos X jamás observada. Se estima que su galaxia central produce unas 740 estrellas por año. En comparación, al año la Vía Láctea genera tan solo una estrella.

## Descubrimiento
Investigadores que usan el Telescopio Polo Sur, en la Antártida, comenzaron a observar este cúmulo en 2010, usando el efecto Siunyáiev-Zeldóvich. Luego usaron otros diez telescopios en órbita (Observatorio Chandra) y en tierra, para observar la agrupación en diferentes longitudes de onda y develar sus características.

## Características: Líneas de investigación
Una característica interesante de este cúmulo (con desplazamiento al rojo de 0.596), objeto de estudio, es el color azul brillante de su núcleo, que denota que el gas circundante se enfría a un ritmo rápido, generando así condiciones ideales para formar estrellas masivas a rapidez extrema, sin precedente. Así, los investigadores pueden observar de manera muy evidente el «flujo de refrigeración» predicho en la teoría, necesario para que, por el enfriamiento de los gases en el centro de un cúmulo, se favorezca la agrupación de materia prima que formará nuevas estrellas. En las agrupaciones de galaxias comunes, más antiguas, es al contrario: la génesis estelar es débil por la anulación de ese flujo por emisión de partículas energéticas de los agujeros negros en su centro. Se estima que la radiación del agujero negro en el centro de Phoenix, quizá el más masivo conocido hasta la fecha (más de 5.800 millones de masas solares [M☉]), no baste para evitar el enfriamiento, hecho que los científicos destacan como «insostenible».

## Componentes

### Galaxia central
La galaxia cD elíptica central del cúmulo, Fénix A, tiene un núcleo galáctico activo que se describe comparte las propiedades de ser un cuásar y una galaxia Seyfert tipo 2, alimentada por un agujero negro supermasivo central. La galaxia tiene aún una morfología incierta.
Fénix A también contiene grandes cantidades de gas caliente. Ahí hay más materia normal que el total de las otras galaxias del cúmulo. Datos de las observaciones indican que el gas caliente se enfría en las regiones centrales a ritmo de 3820 M☉ por año, el más alto jamás registrado.
También atraviesa un estallido estelar masivo, el más alto registrado en medio de un cúmulo de galaxias, aunque otras galaxias con corrimientos al rojo más altos tienen una tasa de estallido estelar más alta. Las observaciones de una variedad de telescopios, incluidos los espaciales GALEX y Herschel, muestran que ha estado convirtiendo el material en estrellas a un ritmo excepcionalmente alto de 740 M☉ por año. Esto es considerablemente más alto que el de NGC 1275 A, la galaxia central del cúmulo de Perseo, donde las estrellas se forman a ritmo alrededor de 20 veces menor, o el ritmo anual de formación de estrellas en la Vía Láctea.

### Agujero negro supermasivo

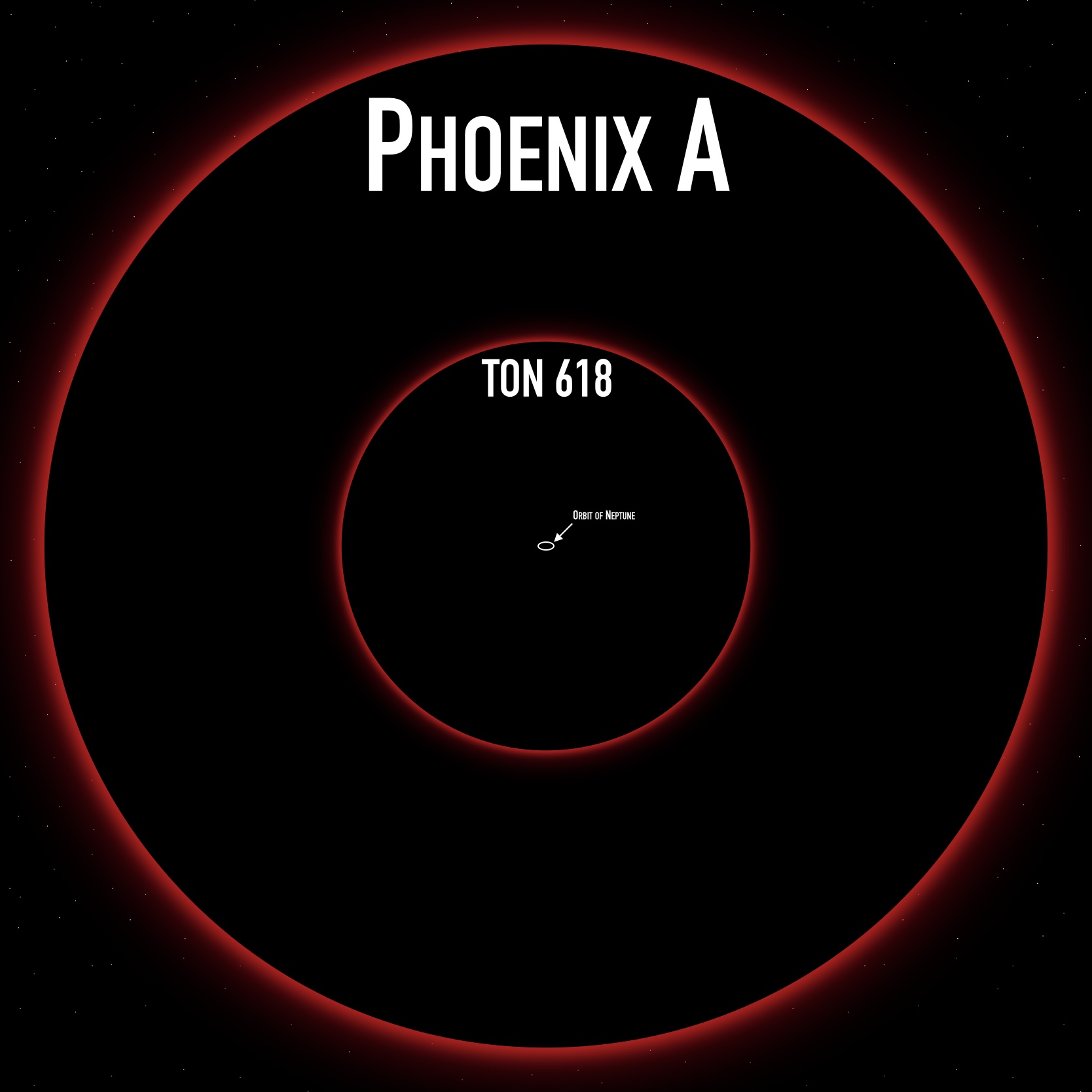
Comparación de tamaño de los horizontes de eventos de los agujeros negros TON 618 y Fénix A. La órbita de Neptuno (en blanco al centro), se incluye para comparar.

El agujero negro central del cúmulo de Fénix es el motor que impulsa tanto al núcleo de la galaxia Seyfert de Fénix A, como los chorros relativistas que producen las cavidades internas en el centro del cúmulo. M. Brockamp y sus colegas, usaron un modelo de la densidad estelar más interna de la galaxia central y el proceso adiabático que alimenta el crecimiento de su agujero negro central, para crear una herramienta calorimétrica para medir la masa del agujero negro. El equipo dedujo un parámetro de conversión de energía y lo relacionó al comportamiento del gas caliente intracúmulo, el parámetro de retroalimentación AGN y los perfiles dinámicos y de densidad de la galaxia para crear un modelo evolutivo de cómo pudo haber crecido el agujero negro central en el pasado. En el caso de Fénix A, se demostró que tiene características mucho más extremas, con modelos adiabáticos cercanos a las limitaciones teóricas.
Estos modelos, como sugiere el documento, son indicativos de un agujero negro central con masa estimada del orden de 100 mil millones de M☉, quizá incluso superando esta masa, aunque la del agujero negro en sí aún no fue medida con la mecánica orbital. Una masa tan alta lo convierte en uno de los agujeros negros más masivos que se conocen en el universo. Un agujero negro de esta masa tiene:
- 24 100 veces la masa del agujero negro en el centro de la Vía Láctea (Sagitario A*)
- El doble de la masa de la galaxia del Triángulo, incluido su halo de materia oscura.[11]
- Suponiendo que es un agujero negro estático, un feroz horizonte de sucesos con diámetro de Schwarzschild de 590,5 mil millones de km (3900 unidades astronómicas), 100 veces la distancia del Sol a Plutón.
- Una circunferencia que demora 71 días y 14 horas en recorrerla a la velocidad de la luz.

Una masa tan alta lo colocaría en una categoría propuesta de agujeros negros estupendamente grandes (SLAB), agujeros negros que pudieron ser sembrados por agujeros negros primordiales con masas que llegarían a 100 mil millones de M☉ o más, mayor al límite máximo superior para al menos agujeros negros de acreción luminosa albergados por galaxias de disco de estimados 50 mil millones de M☉. El agujero negro del centro está devorando materia y creciendo a un ritmo de 60 M☉ cada año.